# ماجده الصباحی
ماجده الصباحی (انگلیسی: Magda al-Sabahi; زاده ۶ مهٔ ۱۹۳۱ – درگذشته ۱۶ ژانویهٔ ۲۰۲۰) (نام شناسنامه‌ای: عفاف علی کامل أحمد عبد الرحمن الصبَّاحی) هنرپیشه و تهیه‌کننده فیلم اهل مصر بود. وی بین سال‌های ۱۹۴۹ تا ۱۹۶۹ میلادی فعالیت می‌کرد. این بازیگر مصری اما بیشتر برای درام تاریخی «جمیله الجزایری» (۱۹۵۸) ساخته یوسف شاهین کارگردان سینمای مصر شناخته می‌شد. ماجده در این فیلم در نقش جمیله بوحیرد یکی از زنان مبارز انقلاب الجزایر علیه استعمار فرانسه ایفای نقش کرد. این فیلم یوسف شاهین با وجود داستانش که دربارهٔ مبارز الجزایری بود نمایشش در کشور الجزایر تحت اشغال فرانسه ممنوع شد. ماجده الصباحی در طول سه دهه فعالیت در نزدیک به ۶۰ فیلم سینمایی به ایفای نقش پرداخت. او پس از یک دوره بیماری روز ۱۶ ژانویه در بیمارستانی در قاهره در ۸۸ سالگی درگذشت. از فیلم‌ها یا برنامه‌های تلویزیونی که وی در آن نقش داشته‌است می‌توان به جمیله، خانم حنفی، و دهب و دختران امروز اشاره کرد. فیلم‌های «قیس و لیلی» و «غریب» دیگر کارهای شاخص ماجده الصباحی در سینمای مصر است.